# Síndrome d'Alagille
La síndrome d'Alagille és un trastorn genètic que afecta el fetge, al cor i altres sistemes corporals. Els problemes associats amb aquest trastorn comencen a evidenciar-se en la infància. La malaltia és heretada seguint un patró autosòmic dominant. La prevalença en la població és d'1 afectat cada 70.000 nascuts.
La severitat del trastorn pot variar dins de la mateixa família. Els símptomes poden ni tan sols ser notats, però en altres casos poden ser tan severs que el cor o el fetge han de ser trasplantats.
Mutacions en el gen JAG1, localitzat en el cromosoma 20, causen aquesta síndrome. El gen està involucrat en processos de senyalització entre cèl·lules adjacents durant el desenvolupament embrionari. Aquestes senyalitzacions influeixen la manera que les cèl·lules són usades en la construcció de noves estructures corporals durant el desenvolupament de l'embrió. Mutacions en aquest gen causen disrupció en la via de senyalització, causant errors en el desenvolupament, especialment en el cor, en els conductes biliars en el fetge, en la columna i en algunes característiques facials.
Els conductes biliars deformats i estrets produeixen la major part dels problemes de salut associats a la síndrome d'Alagille. La bilis és produïda en el fetge i és conduïda a través dels conductes biliars fins a l'intestí prim, on auxilia en la digestió dels greixos. Els pacients amb aquesta síndrome acumulen la bilis en el fetge, prevenint que aquest funcione correctament en l'eliminació de toxines del corrent sanguini.

## Signes i símptomes
Els signes derivats de danys en el fetge inclouen:
- Icterícia (tonalitat groga en la pell i en les conjuntives)
- Xantomes (dipòsits de colesterol en la pell).

Altres signe són problemes cardíacs congènits (en particular, tetralogia de Fallot), uns cossos vertebrals en forma de papallona, certs defectes en els ulls, i artèries estretes que poden provocar hemorràgies. Moltes persones amb síndrome d'Alagille tenen característiques facials semblants, les quals comprenen un front ample i prominent, uns ulls enfonsats i una barbeta punxeguda. Els ronyons i el sistema nerviós central també poden estar afectats.